# Карлос Едвардс
Карлос Едвардс (англ. Carlos Edwards, нар. 24 жовтня 1978, Порт-оф-Спейн) — тринідадський футболіст, півзахисник англійського клубу «Міллволл».

## Клубна кар'єра
У дорослому футболі дебютував 1998 року виступами за команду клубу «Квінс Парк». Протягом 1999—2000 років захищав кольори команди клубу «Дефенс Форс».
Своєю грою за останню команду привернув увагу представників тренерського штабу клубу «Рексем», до складу якого приєднався 2000 року. Відіграв за валійську команду наступні п'ять сезонів своєї ігрової кар'єри. Більшість часу, проведеного у складі «Рексема», був основним гравцем команди.
Протягом 2005—2007 років захищав кольори команди клубу «Лутон Таун».
2 січня 2007 року уклав контракт з «Сандерлендом», у складі якого грав до літа 2009 року. У сезоні 2006/07 років виграв з командою Чемпіоншіп і наступного року дебютував з командою у Прем'єр-лізі. Крім того, частину 2008 року провів в оренді у складі «Вулвергемптон Вондерерз».
1 серпня 2009 року став гравцем «Іпсвіч Таун» з Чемпіоншіпа, у складі якого провів наступні чотири з половиною роки своєї кар'єри гравця. Граючи у складі команди з Іпсвіча також здебільшого виходив на поле в основному складі команди і зіграв понад 176 матчів в національному чемпіонаті.
В березні 2014 року на правах оренди приєднався до «Міллволла», що також виступав у Чемпіоншіпі, який в травні того ж року підписав з гравцем повноцінний контракт. Наразі встиг відіграти за клуб з Лондона 29 матчів в національному чемпіонаті.

## Виступи за збірну
1999 року дебютував в офіційних матчах у складі національної збірної Тринідаду і Тобаго.
У складі збірної був учасником розіграшу Золотого кубка КОНКАКАФ 2005 року у США, чемпіонату світу 2006 року у Німеччині та розіграшу Золотого кубка КОНКАКАФ 2013 року у США.
Наразі провів у формі головної команди країни 88 матчів, забивши 4 голи.

## Титули і досягнення
- Переможець Карибського кубка: 1999, 2001